# Metatabell
En metatabell är en plats i en datakälla som är utformad för att lagra information som ska fungera som källkod eller metadata. För att läsa data som finns i metatabellerna och för att utföra vissa instruktioner baserat på den data som hittas används speciell mjukvara.